# ホースメンテスコ
ホースメンテスコ（1976年2月29日 - 1998年5月24日）は、日本中央競馬会に所属していた競走馬・繁殖牝馬。1979年の桜花賞に優勝。
馬齢は2000年以前に使用されていた旧表記（数え年）を用いる。

## 経歴
父・テスコボーイは1970年代に4度もリーディングサイアーを獲得した大種牡馬で、産駒のクラシック成績は日本ダービー以外の全てを勝っており、桜花賞馬はテスコガビー、オヤマテスコ、そしてこのホースメンテスコと3頭も輩出。ブルードメアサイアー・インディアナは1964年にセントレジャーステークスを勝ったステイヤーで、種牡馬としてはベルワイド・タケホープと2頭の春の天皇賞馬を輩出し、リワードウイングのブルードメアサイアーでもある。

### 戦績
1978年（3歳）11月の京都の新馬戦でデビューし、主戦騎手となる佐々木晶三の騎乗で6着であった。折り返しの新馬戦で2着に4馬身の差を付けて快勝し、福永洋一に乗り替わった3戦目のエリカ賞（400万下）では生涯唯一の1番人気に支持され、見事に応えて連勝。1979年（4歳）はKBS京都紅梅賞が7着で、佐々木の手に戻ったジュニアカップ（800万下）がカツラノハイセイコの4着、春蘭賞（800万下）は初めての不良馬場で6着であった。続く重賞初挑戦となった阪神4歳牝馬特別も不良馬場で行われ、初めて西下していた人気の関東馬・シーバードパークの7着に終わる。ホースメンテスコは気が悪く、何度も騎手を振り落としており、あの福永でさえも落とされていた。レースではラチを頼りに走るしかない馬であったが、この一戦で佐々木は「本番では真っ直ぐ走れそう」と朧気ながらも感触を得た。4月8日に行われた本番の桜花賞は21頭立ての15番人気と勿論人気はなく、当日も土砂降りの天候で馬場も不良と最悪の状態であり、3月から3戦連続で不良馬場を使うことになった。レースは泥田の様な馬場の上をスタートすると、マルカミノルが最内1番枠から真っ先に飛び出し、加用正騎乗のマーシャルワン、武邦彦騎乗のシバホーオーと内枠の馬が上がって行く。ホースメンテスコは真ん中の10番枠から200mほどの地点で先頭に立ち、ラチを頼らずとも真っ直ぐ走っていたため、佐々木が「これは、勝てるかも」と感触を得るほどであった。2番人気のアグネスレディー、3番人気のシルクスキー、4番人気のカミノローラ、5番人気のファニーバードといった有力馬は足場の悪い馬場で泣かされて後方に置かれていたが、単枠指定の1番人気に支持されていたシーバードパークだけが4番手に上がる。縦に長い隊列で、不良馬場にしては速い流れとなり、それがホースメンテスコにはぴったりでスイスイと逃げまくる。直線に入っても逃げ脚は衰えることなく、ホースメンテスコ1頭が後続を離しにかかる。実況していた杉本清（当時・関西テレビアナウンサー）は「ホースメンが逃げる!ホースメンが逃げる!」と叫びながら伝えた。シーバードパークはのめってスピードが出ず、直線で差してくるも末脚を切れ味は鈍っていて、その差は3馬身と詰まることはなかった。ホースメンテスコがあれよあれよと言う間に逃げ切った。テスコボーイ産駒は前年のオヤマテスコに続いて連覇となり、管理調教師の中村、鞍上の佐々木は共に師弟で桜花賞初制覇。特に佐々木はこれがこの年の初勝利であり、ゴールした時にはガッツポーズをし、裁決委員から注意を受けている。翌9日の朝刊各紙スポーツ欄には「どろんこ桜の女王」（読売新聞）、「桜吹雪か荒れた桜花賞」（朝日新聞12面）という見出し付きで結果が伝えられた。桜花賞の後はトライアルを使わずにぶっつけでオークスに挑み、6番人気で21着と大敗であった。夏は休養せずに北海道シリーズへ参戦し、初の古馬相手となった函館の巴賞を2着とした後、函館記念8着、UHB杯は自身初の最下位であった。秋は10月に中京で行われた京都牝馬特別から始動し、インターグロリアの9着。エリザベス女王杯は安田隆行に乗り替わり、桜花賞と同じ阪神の不良馬場で行われたが、カブラヤオーの全妹・ミスカブラヤに2.0秒も離された10着。阪神牝馬特別からは佐々木の手綱に戻ったが、5歳になった1980年は初の牡馬相手の重賞を2戦使うも、金杯・西6着、中日新聞杯8着と低迷は脱せず。2月の中京のオープン10着を最後に現役を引退。

### 引退後
引退後は1981年より青森県で繁殖牝馬となった。17年連続で産駒を生んだが目立った産駒は輩出しておらず、1997年12月16日に用途変更。その後はJRA競走馬総合研究所に繋養されていたが、1998年5月24日に老衰のために死去。

## 競走成績
- 1978年（3戦2勝）
  - 1着 - エリカ賞
- 1979年（13戦1勝）
  - 1着 - 桜花賞
  - 2着 - 巴賞
- 1980年（3戦0勝）

※太字は八大競走を含むGI級レース。

## 血統表
| ホースメンテスコの血統                          | ホースメンテスコの血統                                                                       | ホースメンテスコの血統                                                                       | （血統表の出典）                                                                             | （血統表の出典） |
| 父系                                            | テスコボーイ系                                                                               | テスコボーイ系                                                                               | テスコボーイ系                                                                               | [ § 2 ]          |
| 父 *テスコボーイ Tesco Boy 黒鹿毛 1963 イギリス | 父の父Princely Gift 鹿毛 1951 イギリス                                                       | Nasrullah                                                                                    | Nearco                                                                                       | Nearco           |
| 父 *テスコボーイ Tesco Boy 黒鹿毛 1963 イギリス | 父の父Princely Gift 鹿毛 1951 イギリス                                                       | Nasrullah                                                                                    | Mumtaz Begum                                                                                 |                  |
| 父 *テスコボーイ Tesco Boy 黒鹿毛 1963 イギリス | 父の父Princely Gift 鹿毛 1951 イギリス                                                       | Blue Gem                                                                                     | Blue Peter                                                                                   | Blue Peter       |
| 父 *テスコボーイ Tesco Boy 黒鹿毛 1963 イギリス | 父の父Princely Gift 鹿毛 1951 イギリス                                                       | Blue Gem                                                                                     | Sparkle                                                                                      |                  |
| 父 *テスコボーイ Tesco Boy 黒鹿毛 1963 イギリス | 父の母Suncourt 黒鹿毛 1952 イギリス                                                          | Hyperion                                                                                     | Gainsborough                                                                                 | Gainsborough     |
| 父 *テスコボーイ Tesco Boy 黒鹿毛 1963 イギリス | 父の母Suncourt 黒鹿毛 1952 イギリス                                                          | Hyperion                                                                                     | Selene                                                                                       |                  |
| 父 *テスコボーイ Tesco Boy 黒鹿毛 1963 イギリス | 父の母Suncourt 黒鹿毛 1952 イギリス                                                          | Inquisition                                                                                  | Dastur                                                                                       | Dastur           |
| 父 *テスコボーイ Tesco Boy 黒鹿毛 1963 イギリス | 父の母Suncourt 黒鹿毛 1952 イギリス                                                          | Inquisition                                                                                  | Jury                                                                                         |                  |
| 母 エーバンブ 鹿毛 1969                         | 母の父*インディアナ Indiana 鹿毛 1961 イギリス                                               | Sayajirao                                                                                    | Nearco                                                                                       | Nearco           |
| 母 エーバンブ 鹿毛 1969                         | 母の父*インディアナ Indiana 鹿毛 1961 イギリス                                               | Sayajirao                                                                                    | Rosy Legend                                                                                  |                  |
| 母 エーバンブ 鹿毛 1969                         | 母の父*インディアナ Indiana 鹿毛 1961 イギリス                                               | Willow Ann                                                                                   | Solario                                                                                      | Solario          |
| 母 エーバンブ 鹿毛 1969                         | 母の父*インディアナ Indiana 鹿毛 1961 イギリス                                               | Willow Ann                                                                                   | Court of Appeal                                                                              |                  |
| 母 エーバンブ 鹿毛 1969                         | 母の母マルセイユ 鹿毛 1963                                                                   | *フェリオール                                                                                | Fastnet                                                                                      | Fastnet          |
| 母 エーバンブ 鹿毛 1969                         | 母の母マルセイユ 鹿毛 1963                                                                   | *フェリオール                                                                                | Aisse                                                                                        |                  |
| 母 エーバンブ 鹿毛 1969                         | 母の母マルセイユ 鹿毛 1963                                                                   | *ミスバンブトン                                                                              | Boissier                                                                                     | Boissier         |
| 母 エーバンブ 鹿毛 1969                         | 母の母マルセイユ 鹿毛 1963                                                                   | *ミスバンブトン                                                                              | Cerealia                                                                                     |                  |
| 母系(F-No.)                                     | (FN:2-f)                                                                                     | (FN:2-f)                                                                                     | (FN:2-f)                                                                                     | [ § 3 ]          |
| 5代内の近親交配                                 | Pharos・Fairway 5x5x5x5=12.50%、Nearco 4x4=12.50%、Gainsborough 4x5=9.38%、Solario 4x5=9.38% | Pharos・Fairway 5x5x5x5=12.50%、Nearco 4x4=12.50%、Gainsborough 4x5=9.38%、Solario 4x5=9.38% | Pharos・Fairway 5x5x5x5=12.50%、Nearco 4x4=12.50%、Gainsborough 4x5=9.38%、Solario 4x5=9.38% | [ § 4 ]          |
| 出典                                            | 1. 2. 3. 4.                                                                                  | 1. 2. 3. 4.                                                                                  | 1. 2. 3. 4.                                                                                  | 1. 2. 3. 4.      |